# Бахман, Мишель
Мишель Мари Бахман (англ. Michele Marie Bachmann; род. 6 апреля 1956, Уотерлу, Айова, США) — американский политик-республиканец. Член Палаты представителей от штата Миннесота с января 2007 года до января 2015 года.
После окончания школы в 1974 году некоторое время проработала в одном из израильских киббуцев. Окончила Уинонский государственный университет (бакалавр искусств, 1978). Доктор права (1986). Также имеет степень магистра права по налоговому праву (1988).
Работала юристом по налогам, в 2001—2007 годах была сенатором в Сенате Миннесоты.
Участвовала в президентских выборах 2012 года. Бахман пользовалась поддержкой консерваторов и Чайной партии. Благодаря «по-семитски звучащей фамилии», Бахман, по результатам опросов общественного мнения, пользовалась высокой популярностью среди еврейского населения США.
В начале января 2012 года она объявила о прекращении своей кампании.
В период президентской кампании 2024 года являлась ближайшим сторонником Дональда Трампа и во многом обеспечила ему симпатии еврейского сообщества. Входит в число наиболее приближённых к Дональду Трампу юристов и советников. 
Мать пятерых детей и опекун 23 подростков.

## Интересные факты
Бахман периодически остроумно шутит по поводу различных исторических событий. Например, иронично заявив о подъеме Советского Союза, в период его окончательного распада.
В 2015 году исполнила камео-роль в фильме «Акулий торнадо 3».